# Alfredo Gangotena
Alfredo Gangotena est un poète équatorien, né à Quito le 19 avril 1904 et mort le 23 décembre 1944 dans la même ville. Il a vécu en France où il se lie d'amitié avec Jean Cocteau, Jules Supervielle, Henri Michaux ou encore Max Jacob.

## Biographie
Issu d’une famille de la grande bourgeoisie, Alfredo est le fils de Carlos Gangotena et de Hortensia Fernández-Salvador Chiriboga, riches propriétaires terriens de la province de Pichincha. Il compose ses premiers poèmes en espagnol dès l’adolescence à 14 ans. Ses parents décident de se rendre à Paris afin qu'il poursuive ses études. Il est inscrit au Lycée Michelet, et à l'âge de seize ans, alors qu'il ne sait ni parler ni écrire en français, il s'attache à apprendre la langue française qu'il maîtrise en trois ans à l'instar d'une langue maternelle. Il passe son baccalauréat puis entame des études d'architecture à l'école des Beaux-Arts, avant d'entrer à l'école des Mines, dont il sort avec le diplôme d'ingénieur, afin de répondre aux souhaits de son père. Il ne continue pas moins à écrire des vers. Il est introduit par Jules Supervielle, qui se trouve être un ami de la famille et voisin, dans le cercle parisien d'intellectuels que ce dernier compte parmi ses intimes.

Jules Supervielle, Max Jacob et Jean Cocteau, avec lesquels il entretient de solides liens d’amitié, l’incitent à publier ses poèmes. Gangotena s'inscrit dans le projet mystique et métaphysique de la revue Philosophies, où paraissent ses premiers poèmes : « Vitrail », « Terrain vague », « Chemin », « Le Voleur », « Départ », « Le Solitaire », « Avent », « Poire d’angoisse » ainsi que le long poème « Christophorus ». Supervielle, son aîné de vingt ans, qui est son ami et son maître, lui envoie le 4 décembre 1924 depuis Montevideo, une carte postale, au dos de laquelle il écrit ces quelques mots : 

« (…) Vous êtes un grand poète, d’une originalité abasourdissante. Vos poèmes d’Intentions et de Philosophies, quelle allure, quelle poigne ! Quelle veine pour l’Amérique du Sud ! J’ai fait lire ici de vos vers à des poètes amis. Ils sont enthousiasmés. Quand publierez-vous votre recueil ? Que j’ai hâte d’en parler avec vous ! »

— Sous le figuier de Port-Cros. Lettres à Gangoneta, p.59
Gangotena fait partie d’un groupe d’écrivains latino-américains qui vivent à Paris et écrivent en français au début du XXe siècle. Le groupe comprend le Chilien Vicente Huidobro, le Péruvien César Vallejo et son compatriote Jorge Carrera Andrade. Bien que de langue maternelle espagnole, Gangotena a si bien réussi à maîtriser la langue française que le février 1924, le peintre Max Jacob lui envoie une lettre, après avoir lu l'un de ses poèmes dans une revue littéraire, dans laquelle il écrit : « D’après mon ami Jourdain, vous ignoriez tout du français il y a trois ans, et voilà que vous écrivez des vers que nos meilleurs poètes ne désavoueraient pas. »
Il est proche d'Henri Michaux qu'il invite à visiter l'Équateur en sa compagnie, lui offrant l'hospitalité. Finalement, en compagnie d'André de Pardiac de Monlezum et d'Aram Mouradian, qui seront plus tard les beaux-frères de Gangotena, ils partent de Paris le 25 décembre 1927 pour Amsterdam puis embarquent à bord du paquebot Boskoop, qui arrivera le 28 janvier 1928 à Guayaquil. Lors de ce voyage de près d'un an, Michaux tient un journal qui donnera naissance à son livre intitulé Ecuador, publié en 1929.

La parution du recueil Orogénie,  volume qui réunit ses poèmes en français déjà édités dans des revues, se fera en 1928 alors que Gangoneta est éloigné de Paris. Il publie ensuite Absence, recueil de poèmes en français écrits entre 1928 et 1930, qui paraît en 1932 à Quito à compte d'auteur. La fragilité du poète transparaît dans sa poésie qui exprime l'angoisse et l'obsession du sang qui l'habitent : 

« L’auteur étant jeune souffrit de plusieurs maladies, dont l’hémophilie. Cette maladie atroce, qui le mettait à la merci d’une dent arrachée, d’une simple piqûre par où son sang coulait aussitôt, sans recours, sans s’arrêter, sans cesse (à l’abri de la mort derrière ce frêle et unique rideau de l’épiderme), maladie qui le mettait dans une crainte continuelle et pratiquement hors du monde, l’a marqué à tout jamais. Le sang m’appelle, Le sang des jours d’extase plus rythmé que la mer. 
Le sang qui n’oublie jamais, qui m’envahit d’une couleur terrible. Mais vite que cet inutile voyage des yeux finisse ! Le cœur aimé qui a tant patienté, veut à tout prix revoir son sang. Jouir d’une ombre convoitée, plus douce et plus propice à son pénible tremblement. Je vous le dis, je vous l’assure Il y a quelqu’un qui saigne ici. »

— Henri Michaux, « Les Cahiers du Sud », Marseille, février 1934
En 1932, Gangotena est retourné à Quito pour superviser et gérer les affaires de sa famille en raison de problèmes financiers dus à la Grande Dépression. En 1936, sous le Front populaire, il revient en France comme attaché culturel de l'ambassade de l'Équateur, mais retourne à Quito à peine un an plus tard pour enseigner la minéralogie à la Faculté de Sciences de l'université centrale de l'Équateur.
Il publie en 1940 son dernier livre Tempestad Secreta, qui contient sa propre traduction du français vers l'espagnol et comprend des poèmes écrits en espagnol. La poésie de Gangotena a été traduite du français en espagnol par Georges Pillement dans les années 1920 et Eduardo Riofrío en 1945. Certains de ses poèmes ont également été traduits en espagnol par Gonzalo Escudero et Filoteo Samaniego pour le livre Poesía (1956, publié par la Maison de la culture équatorienne), puis par Margarita Guarderas de Jijón, Verónica Mosquera et Cristina Burneo dans les années 1990. Cependant, sa poésie n'a pas été traduite en anglais.
En janvier 1928, la période française se termine lorsqu'Alfredo Gangotena est à nouveau installé dans les Andes. Le contraste avec Paris provoque un fort tremblement existentiel, ainsi que l'incompréhension de son environnement culturel, dominé par l'esthétique et la politique de l'indigénisme. À quelques exceptions près, l'intelligentsia équatorienne reçoit froidement le travail gangoténien. Dans son référentiel contemporain, Índice de la Poesía Ecuatoriana Contemporánea (Indice de la poésie équatorienne) publié en 1937, le célèbre écrivain promoteur de la culture en Équateur et critique littéraire, Benjamín Carrión, ne fait pas mention de son œuvre, parce qu'il a écrit en français et a été déconnecté du cercle de la poésie équatorienne durant cette période.

### Vie privée
En Équateur, il se marie avec Emma Guarderas y Gómez de La Torre, avec qui il a des enfants, mais leur union ne dure pas.
Il eut une liaison amoureuse épistolaire avec la poète française, Marie Lalou, de juillet 1934 à avril 1936. Bien qu'ils ne se rencontrèrent jamais, une passion amoureuse intense et poétique se développa entre eux. C'est à la fin de sa vie que la française confie à André Péragallo la correspondance qu'elle a échangé avec le poète.

### Seconde Guerre mondiale
Gangotena se trouve en Équateur pendant toute la durée de la Seconde Guerre mondiale et de l'Occupation. C'est pourquoi le poète organise à Quito des manifestations contre le régime nazi et soutient la Résistance française. Malgré son état de santé, il est le porte-parole du Comité de la France libre en Équateur. Il intervient à plusieurs reprises à la radio en faveur de la Libération à venir. Il affirme que la nation française est une « patrie spirituelle », mais ses pensées et son regard étaient toujours tournés vers son pays natal.
Il meurt à Quito le 23 décembre 1944 après avoir subi une appendicectomie d'urgence, à l'âge de 40 ans.

## Hommage en France

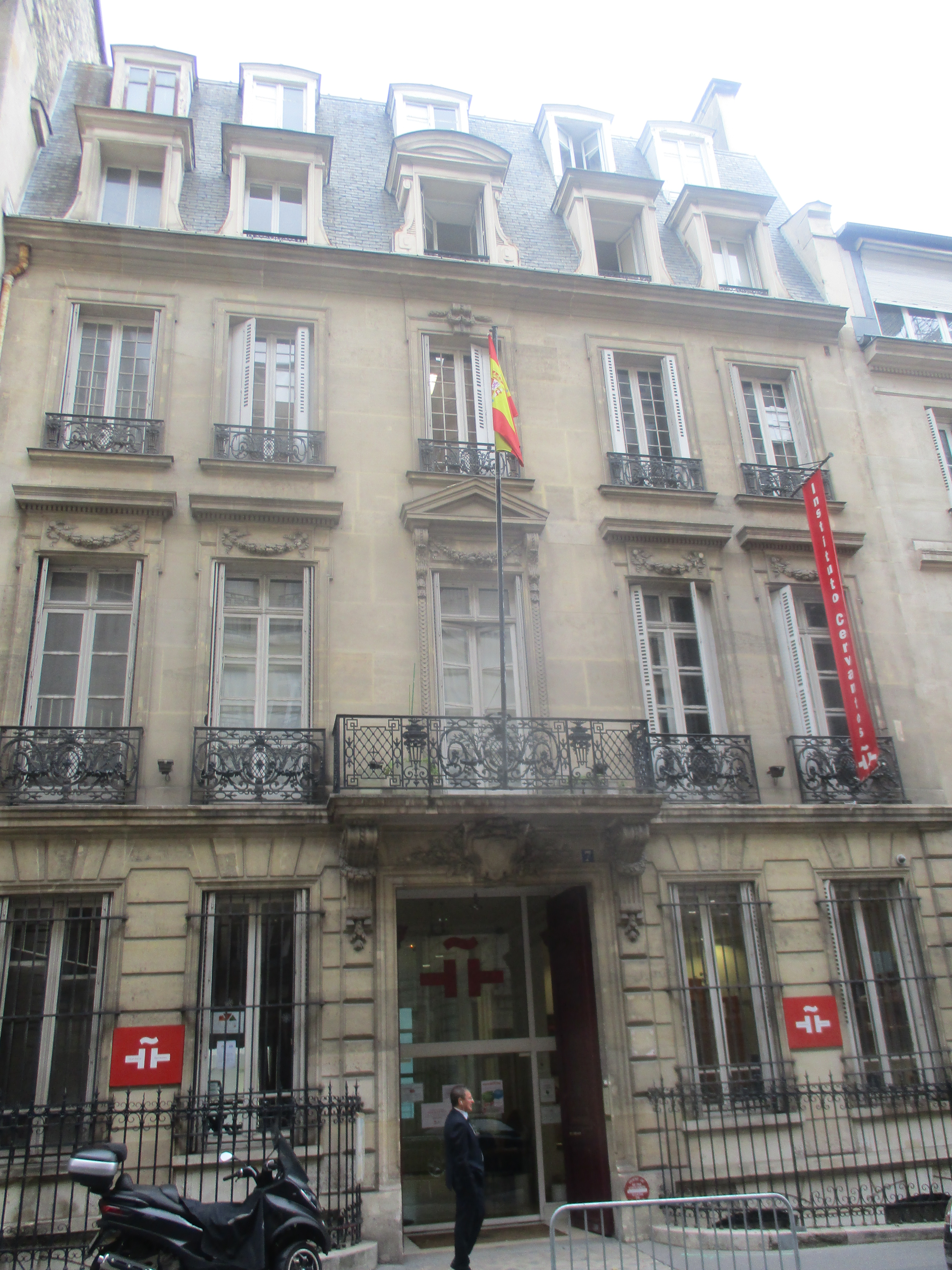
Instituto Cervantes de Paris, 7 rue Quentin-Bauchart.

En 2004, un hommage a été rendu en France au poète équatorien pour célébrer l'anniversaire du centenaire de sa naissance. Son œuvre littéraire a été commémorée à Paris, en présence de Juan Salazar Sancisi, ambassadeur de l'Équateur en France et du poète Rémy Durand.
De même, le 30 septembre 2014, le programme Rutas Cervantes est lancé par l'Institut Cervantes à Paris pour célébrer les œuvres du poète, à l'occasion de la sortie du livre Sous le figuier de Port-Cros. Lettres à Gangotena, un recueil de la correspondance de Henri Michaux, Jules Supervielle, Pierre Morhange, Max Jacob, entre autres, adressée au poète équatorien qu'ils connurent à Paris.

## Œuvres en français
- Orogénie, avec un portrait de l'auteur par Paul A. Bar gravé sur bois par Georges Aubert, Paris, Éditions de La Nouvelle Revue française, coll. "Une oeuvre, un portrait", 1928[9].
- Absence, Quito, chez l'auteur, 1932.
- Nuit, Bruxelles, Cahiers des poètes catholiques, 1938.
- Orogénie et autres poèmes français, édition établie et préfacée par Émilien Sermier, Paris, L'oncle d'Amérique, 2025, 272 p.

## Œuvres en espagnol
- Tempestad Secreta, 1940.
- Poesía, 1956, publié par la Maison de la culture équatorienne.